# Hoylandswaine
Hoylandswaine – wieś w Anglii, w hrabstwie South Yorkshire. Leży 20 km na północny zachód od miasta Sheffield i 247 km na północny zachód od Londynu.